# Johannisfriedhof (Freital)

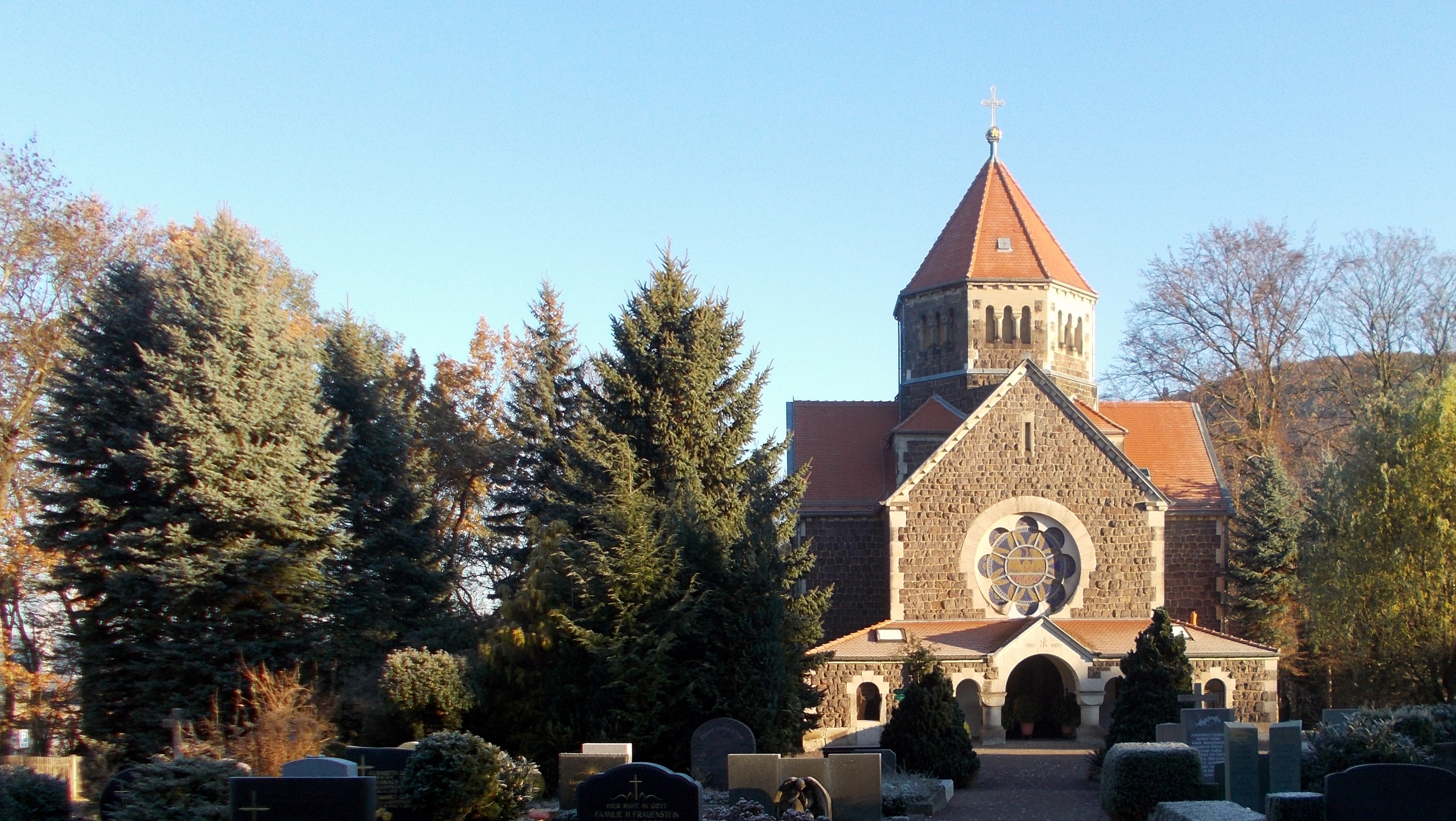
Johannisfriedhof und Johanniskapelle

Der Johannisfriedhof im Freitaler Stadtteil Schweinsdorf befindet sich an der Wartburgstraße an der Grenze zu Deuben. Er ist der Friedhof der Deubener Christuskirchgemeinde, weshalb er auch Johannisfriedhof Deuben oder Deubener Friedhof genannt wird. Am nördlichen Rand der etwa vier Hektar großen Anlage befindet sich die Johanniskapelle.

## Gräber

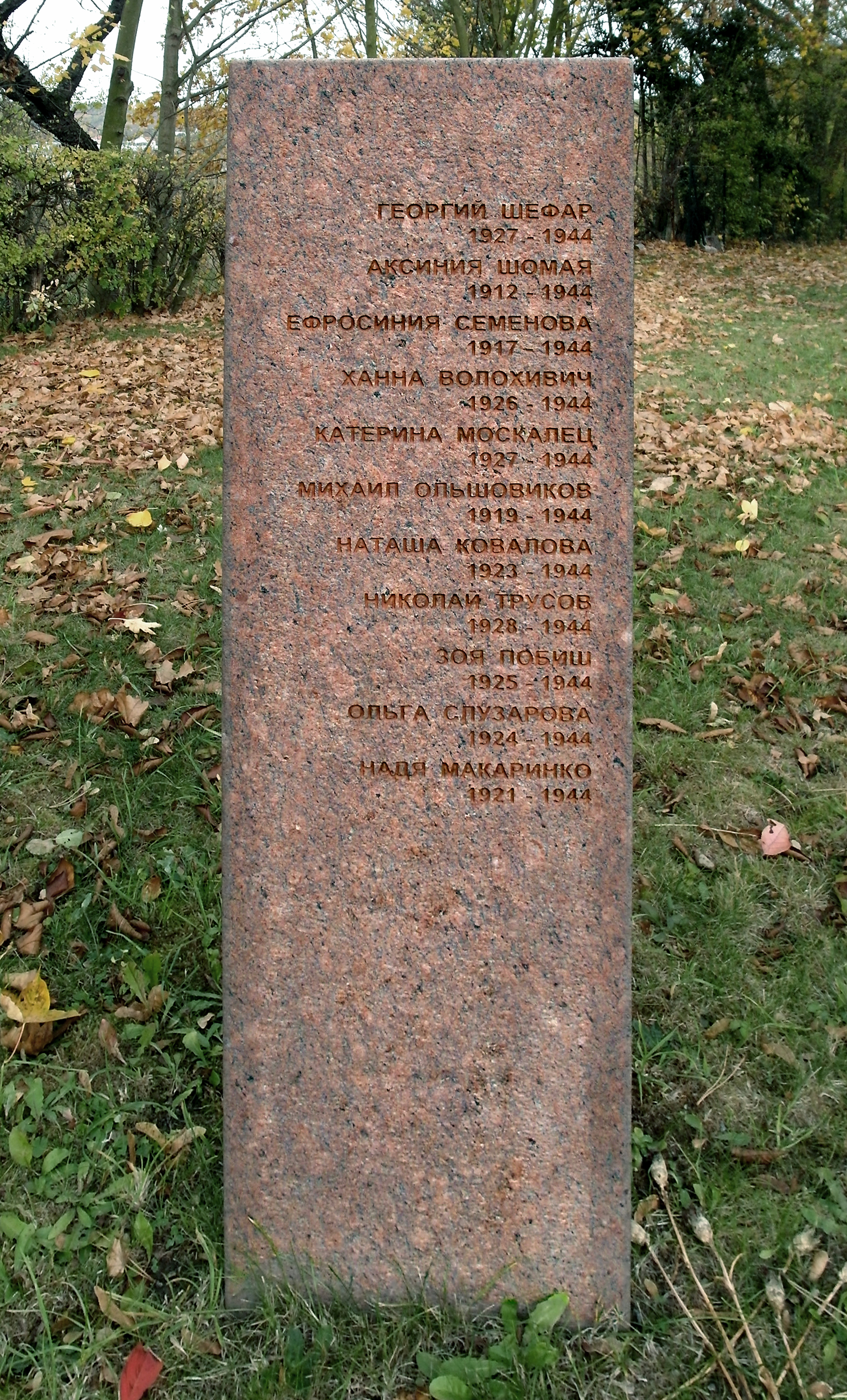
Gedenkstele an die NS-Zwangsarbeiter

Nach dem Zweiten Weltkrieg wurde 1949 ein Ehrenhain für 315 Opfer der NS-Zwangsarbeit in Freital, zum Großteil Sowjetbürger, errichtet. Die Einzelgrabmale wurden nach 2000 durch insgesamt neun dreieckige Stelen ersetzt. Diese befinden sich entlang der nördlichen und westlichen Begrenzung des Friedhofs und weisen 168 Opfer aus. Es gibt außerdem ein weiteres Massengrab für Zwangsarbeiter auf der gegenüberliegenden Seite.
Außerdem befindet sich ein am 29. Juni 1996 auf dem Platz der Jugend aufgestellter Gedenkstein zu Ehren der Opfer von Krieg, Flucht und Vertreibung seit 2005 auf dem Friedhof.
Die Familie Eger, von 1876 bis 1954 Eigentümer der Deubener Egermühle, hat eine Grabstätte auf dem Johannisfriedhof.

## Johanniskapelle

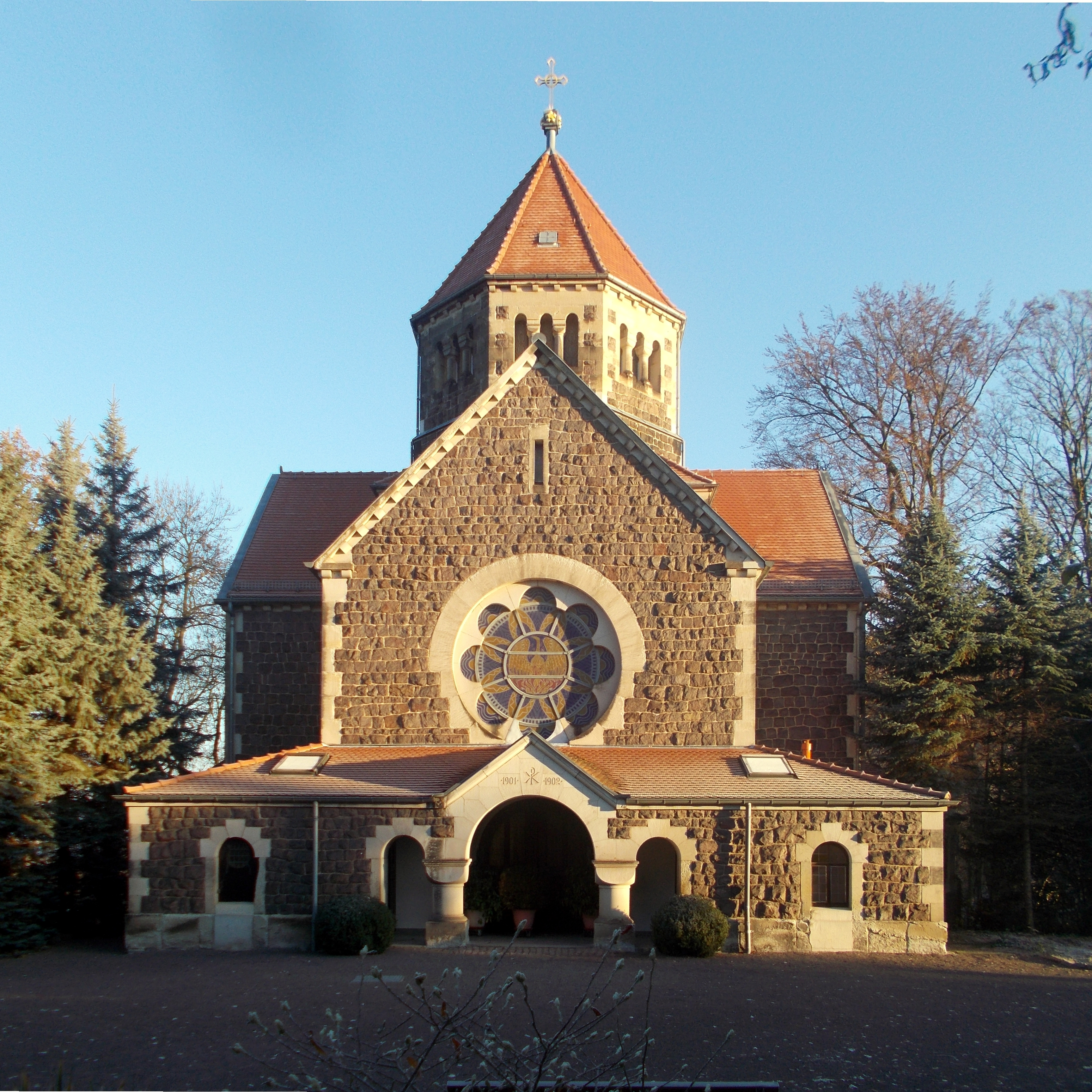
Johanniskapelle (2016)

Die Johanniskapelle entstand in den Jahren 1901 und 1902 nach Entwürfen des Dresdner Architekten Richard Friedrich Reuter. Das neoromanische Bauwerk ist ein kreuzförmiger Zentralbau mit einem achteckigen Turm in der Mitte. Das Kuppelgewölbe erreicht eine Höhe von etwa 30 Metern, wird von vier Säulen getragen, ist aber durch eine aus Sicherheitsgründen eingezogene Zwischendecke abgetrennt. An der Nord- und Südseite befindet sich je eine große, von dem Dresdner Maler Paul Rößler entworfene Fensterrose, sie zeigt unter anderem die Arche Noah.
In der Apsis befindet sich die Plastik „Christus und Johannes der Täufer“ aus französischem Kalkstein, geschaffen von Heinrich Wedemeyer, von dem auch das wenige Jahre jüngere Reiterstandbild von König Albert am Windbergdenkmal stammte. Paul Rößler schuf ein dahinter liegendes Wandgemälde.
Die Johanniskapelle ist zusammen mit einigen Grabmälern auf dem Friedhof als Teil einer Sachgesamtheit eingetragenes Kulturdenkmal.